# Stjepan Vrbančić
Stjepan Vrbančić (ur. 29 listopada 1900 w Zagrzebiu, zm. 12 grudnia 1988 tamże) – chorwacki piłkarz, występujący na pozycji środkowego obrońcy.

## Kariera
Wystąpił w pierwszym wygranym meczu przez reprezentację Jugosławii. Ten mecz rozegrany był 28 czerwca 1922 w Zagrzebiu, Jugosławia zagrała wtedy z Czechosłowacją. Jugosłowianie wygrali ten mecz 4:3.
Był członkiem zagrzebskich klubów – HAŠK-u i HŠK Concordii. Jako zawodnik HAŠK-u występował w reprezentacji w bloku defensywnym z innymi chorwackimi graczami – Dragutinem Friedrichem i Eugenem Dasoviciem.
W reprezentacji miasta Zagrzebia wystąpił 16 razy, dwunastokrotnie reprezentował Jugosławię w oficjalnych meczach. 10 razi wystąpił jako środkowy obrońca, dwukrotnie zaś został przez trenera wystawiony jako lewy obrońca. Zadebiutował 28 czerwca 1922 w meczu przeciwko Czechosłowacji wygranym przez Jugosławię 4:3. Ostatni raz w reprezentacji Vrbančić zaliczył 10 kwietnia 1927 w Budapeszcie w meczu przeciwko reprezentacji Węgier, przegranym 0:3. W reprezentacji tworzył bardzo dobry blok defensywny, wraz z Dasoviciem, który między innymi znakomicie spisał się 3 czerwca 1923 w Krakowie w meczu przeciwko Polsce, który to mecz Jugosłowianie wygrali 2:1. Reprezentacja Jugosławii zaliczyła wtedy swoje pierwsze wyjazdowe zwycięstwo w historii. Wraz z reprezentacją Vrbančić uczestniczył w Igrzyskach Olimpijskich 1924 w Paryżu.
- 1. 28 czerwca 1922, Zagrzeb, Jugosławia – Czechosłowacja 4:3
- 2. 3 czerwca 1923, Kraków, Polska – Jugosławia 1:2
- 3. 10 czerwca 1923, Bukareszt, Rumunia – Jugosławia 1:2
- 4. 28 października 1923, Zagrzeb, Jugosławia – Czechosłowacja 4:4
- 5. 10 lutego 1924, Zagrzeb, Jugosławia – Austria 1:4
- 6. 26 maja 1924, Paryż, Jugosławia – Urugwaj 0:7
- 7. 28 października 1925, Praga, Czechosłowacja – Jugosławia 7:0
- 8. 4 listopada 1925, Padwa, Włochy – Jugosławia 2:1
- 9. 30 maja 1926, Zagrzeb, Jugosławia – Bułgaria 3:1
- 10. 13 czerwca 1926, Paryż, Francja – Jugosławia 4:1
- 11. 28 czerwca 1926, Zagrzeb, Jugosławia – Czechosłowacja 2:6
- 12. 10 kwietnia 1927, Budapeszt, Węgry – Jugosławia 3:0